# يونغجو
يونغجو هي مدينة في كوريا الجنوبية، تتبع مقاطعة غيونغسانغ الشمالية، بلغ عدد سكانها 109,266 نسمة في 2015، تبلغ مساحتها 668.45 كيلومتر مربع.

## المناخ
يظهر الجدول التالي التغييرات المناخية على مدار السنة ليونغجو:
| البيانات المناخية لـيونغجو                  | البيانات المناخية لـيونغجو | البيانات المناخية لـيونغجو | البيانات المناخية لـيونغجو | البيانات المناخية لـيونغجو | البيانات المناخية لـيونغجو | البيانات المناخية لـيونغجو | البيانات المناخية لـيونغجو | البيانات المناخية لـيونغجو | البيانات المناخية لـيونغجو | البيانات المناخية لـيونغجو | البيانات المناخية لـيونغجو | البيانات المناخية لـيونغجو | البيانات المناخية لـيونغجو |
| الشهر                                       | يناير                      | فبراير                     | مارس                       | أبريل                      | مايو                       | يونيو                      | يوليو                      | أغسطس                      | سبتمبر                     | أكتوبر                     | نوفمبر                     | ديسمبر                     | المعدل السنوي              |
| ------------------------------------------- | -------------------------- | -------------------------- | -------------------------- | -------------------------- | -------------------------- | -------------------------- | -------------------------- | -------------------------- | -------------------------- | -------------------------- | -------------------------- | -------------------------- | -------------------------- |
| متوسط درجة الحرارة الكبرى °م (°ف)           | 2.4 (36.3)                 | 5.4 (41.7)                 | 11.0 (51.8)                | 18.8 (65.8)                | 23.6 (74.5)                | 27.1 (80.8)                | 28.6 (83.5)                | 29.5 (85.1)                | 25.4 (77.7)                | 19.9 (67.8)                | 12.0 (53.6)                | 5.1 (41.2)                 | 17.4 (63.3)                |
| المتوسط اليومي °م (°ف)                      | −2.9 (26.8)                | −0.3 (31.5)                | 4.8 (40.6)                 | 11.7 (53.1)                | 16.9 (62.4)                | 21.0 (69.8)                | 23.8 (74.8)                | 24.2 (75.6)                | 19.1 (66.4)                | 12.5 (54.5)                | 5.6 (42.1)                 | −0.6 (30.9)                | 11.3 (52.3)                |
| متوسط درجة الحرارة الصغرى °م (°ف)           | −8.2 (17.2)                | −5.8 (21.6)                | −1.0 (30.2)                | 4.4 (39.9)                 | 10.0 (50.0)                | 15.4 (59.7)                | 19.8 (67.6)                | 20.0 (68.0)                | 14.0 (57.2)                | 6.2 (43.2)                 | −0.2 (31.6)                | −5.8 (21.6)                | 5.7 (42.3)                 |
| الهطول مم (إنش)                             | 19.8 (0.78)                | 28.8 (1.13)                | 54.3 (2.14)                | 82.9 (3.26)                | 109.9 (4.33)               | 164.6 (6.48)               | 303.6 (11.95)              | 273.1 (10.75)              | 153.2 (6.03)               | 43.2 (1.70)                | 39.3 (1.55)                | 18.3 (0.72)                | 1٬290٫9 (50.82)            |
| متوسط أيام هطول الأمطار (≥ 0.1 mm)          | 5.1                        | 5.7                        | 7.6                        | 7.7                        | 8.1                        | 9.5                        | 14.8                       | 14.2                       | 8.9                        | 5.3                        | 6.4                        | 5.0                        | 98.3                       |
| متوسط الرطوبة النسبية (%)                   | 61.4                       | 59.0                       | 59.1                       | 55.4                       | 61.9                       | 69.5                       | 78.3                       | 78.1                       | 75.7                       | 70.2                       | 66.4                       | 63.7                       | 66.6                       |
| ساعات سطوع الشمس الشهرية                    | 192.5                      | 192.4                      | 220.1                      | 240.3                      | 256.2                      | 225.3                      | 170.0                      | 188.8                      | 189.0                      | 215.3                      | 179.7                      | 184.2                      | 2٬461٫5                    |
| المصدر: Korea Meteorological Administration |                            |                            |                            |                            |                            |                            |                            |                            |                            |                            |                            |                            |                            |

## معرض صور

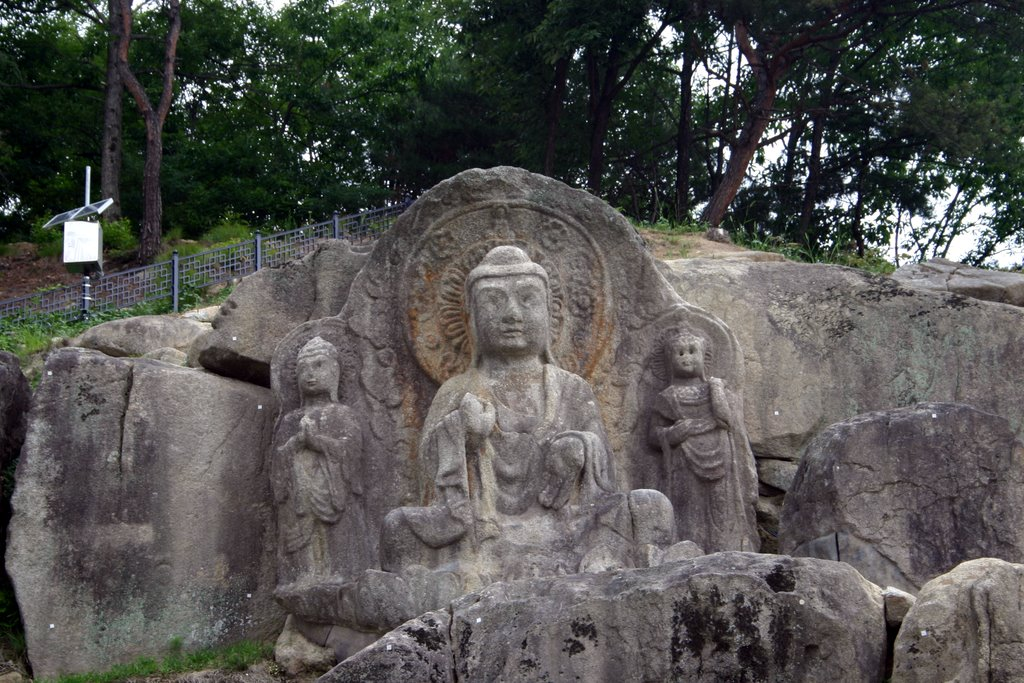
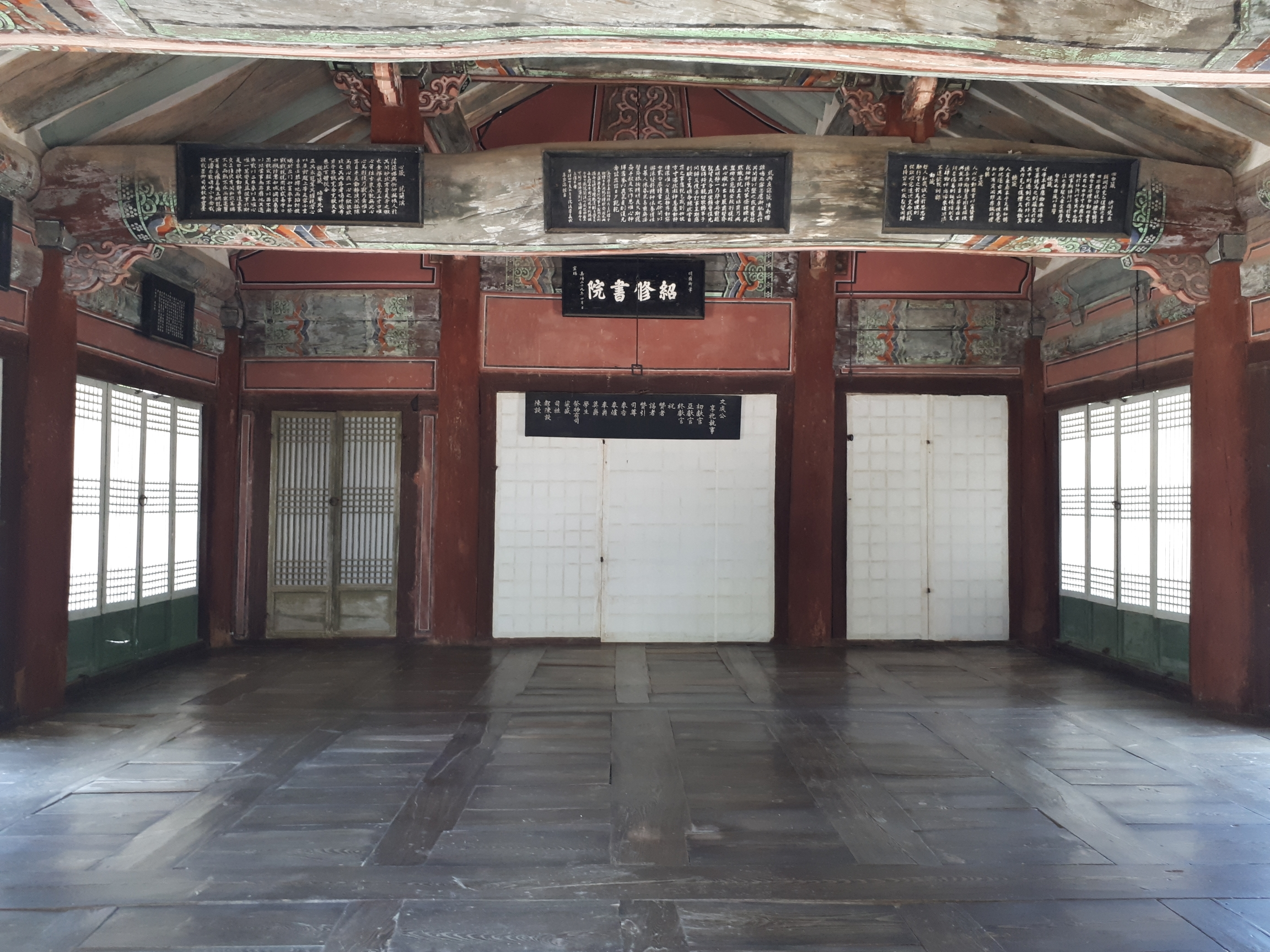
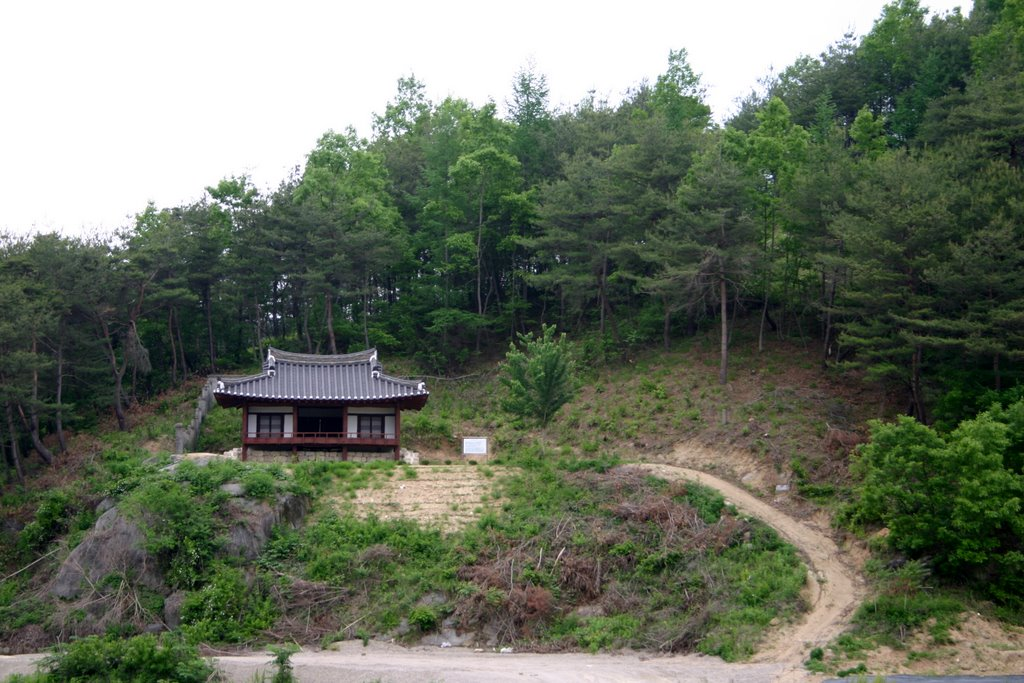
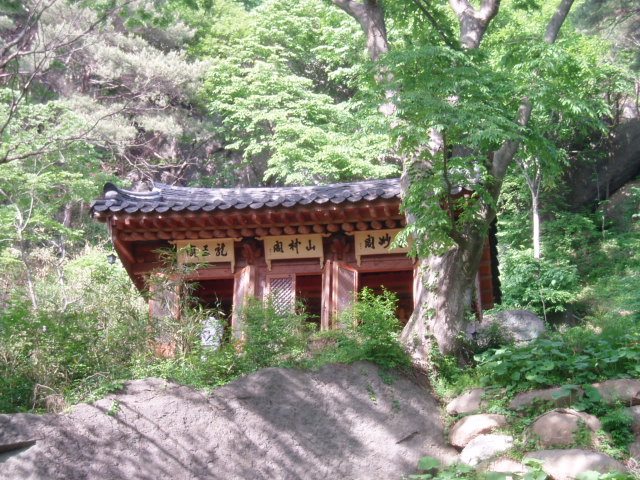
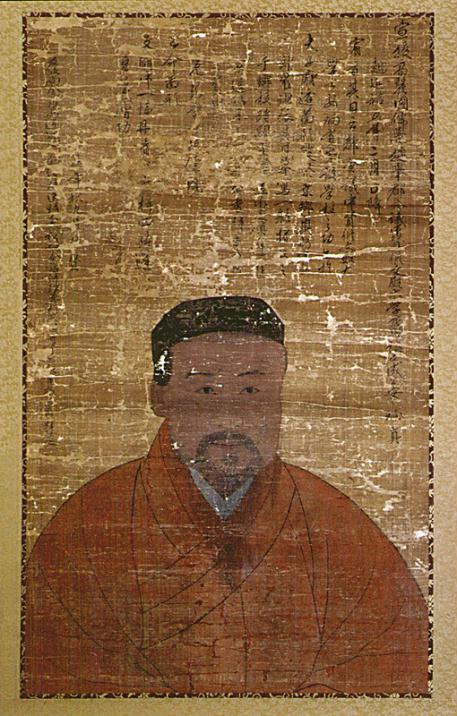

## مدن توأم
المدن التوأم:
- سوجو.

## أعلام
- أن دجي-يونغ